# Diócesis de Erexim
La diócesis de Erexim (en latín: Dioecesis Ereximen(sis) y en portugués: Diocese de Erexim) es una circunscripción eclesiástica latina de la Iglesia católica en Brasil, sufragánea de la arquidiócesis de Passo Fundo. La diócesis tiene al obispo Adimir Antônio Mazali como su ordinario desde el 15 de abril de 2020. 

## Territorio y organización
La diócesis tiene 5586 km² y extiende su jurisdicción sobre los fieles católicos de rito latino residentes en 30 municipios del estado de Río Grande del Sur: Erechim, Aratiba, Áurea, Barão de Cotegipe, Barra do Rio Azul, Benjamin Constant do Sul, Campinas do Sul, Carlos Gomes, Centenário, Cruzaltense, Entre Rios do Sul, Erebango, Erval Grande, Estação, Faxinalzinho, Floriano Peixoto, Gaurama, Getúlio Vargas, Ipiranga do Sul, Itatiba do Sul, Jacutinga, Marcelino Ramos, Mariano Moro, Paulo Bento, Ponte Preta, Quatro Irmãos, São Valentim, Severiano de Almeida, Três Arroios y Viadutos.
La sede de la diócesis se encuentra en la ciudad de Erechim (o Erexim), en donde se halla la Catedral de San José.
En 2019 en la diócesis existían 30 parroquias.

## Historia
La diócesis fue erigida el 27 de mayo de 1971 con la bula Cum Christus del papa Pablo VI, obteniendo el territorio de la diócesis de Passo Fundo (hoy arquidiócesis).
Originalmente sufragánea de la arquidiócesis de Porto Alegre, el 13 de abril de 2011 pasó a formar parte de la provincia eclesiástica de la arquidiócesis de Passo Fundo.

## Estadísticas
De acuerdo al Anuario Pontificio 2020 la diócesis tenía a fines de 2019 un total de 180 130 fieles bautizados.
| Año                                                                             | Población            | Población | Población      | Sacerdotes | Sacerdotes    | Sacerdotes    | Bautizados por sacerdote | Diáconos permanentes | Religiosos | Religiosos | Parroquias |
| Año                                                                             | Bautizados católicos | Total     | % de católicos | Total      | Clero secular | Clero regular | Bautizados por sacerdote | Diáconos permanentes | Varones    | Mujeres    | Parroquias |
| ------------------------------------------------------------------------------- | -------------------- | --------- | -------------- | ---------- | ------------- | ------------- | ------------------------ | -------------------- | ---------- | ---------- | ---------- |
| 1976                                                                            | 172 412              | 197 176   | 87.4           | 51         | 36            | 15            | 3380                     | 10                   | 30         | 189        | 25         |
| 1980                                                                            | 197 000              | 227 000   | 86.8           | 47         | 36            | 11            | 4191                     | 10                   | 29         | 187        | 26         |
| 1990                                                                            | 234 000              | 247 000   | 94.7           | 51         | 33            | 18            | 4588                     | 20                   | 30         | 175        | 27         |
| 1999                                                                            | 186 000              | 214 000   | 86.9           | 56         | 38            | 18            | 3321                     | 17                   | 34         | 139        | 27         |
| 2000                                                                            | 190 000              | 218 000   | 87.2           | 53         | 42            | 11            | 3584                     | 17                   | 25         | 139        | 27         |
| 2001                                                                            | 168 381              | 222 000   | 75.8           | 51         | 39            | 12            | 3301                     | 17                   | 27         | 165        | 27         |
| 2002                                                                            | 168 381              | 213 005   | 79.1           | 54         | 40            | 14            | 3118                     | 16                   | 22         | 143        | 27         |
| 2003                                                                            | 168 381              | 213 005   | 79.1           | 51         | 40            | 11            | 3301                     | 16                   | 11         | 161        | 27         |
| 2004                                                                            | 168 381              | 213 005   | 79.1           | 51         | 40            | 11            | 3301                     | 16                   | 17         | 166        | 27         |
| 2006                                                                            | 172 000              | 218 000   | 78.9           | 50         | 42            | 8             | 3440                     | 13                   | 18         | 116        | 28         |
| 2013                                                                            | 171 700              | 215 000   | 79.9           | 59         | 47            | 12            | 2910                     | 15                   | 21         | 89         | 30         |
| 2016                                                                            | 175 900              | 220 500   | 79.8           | 60         | 49            | 11            | 2931                     | 15                   | 17         | 99         | 30         |
| 2019                                                                            | 180 130              | 225 820   | 79.8           | 56         | 46            | 10            | 3216                     | 16                   | 25         | 69         | 30         |
| Fuente: Catholic-Hierarchy, que a su vez toma los datos del Anuario Pontificio. |                      |           |                |            |               |               |                          |                      |            |            |            |

## Episcopologio
- João Aloysio Hoffmann † (27 de mayo de 1971-26 de enero de 1994 retirado)
- Girônimo Zanandréa † (26 de enero de 1994 por sucesión-6 de junio de 2012 retirado)
- José Gislon, O.F.M.Cap. (6 de junio de 2012-26 de junio de 2019 nombrado obispo de Caxias do Sul)
- Adimir Antônio Mazali, desde el 15 de abril de 2020